# Genève (statek)

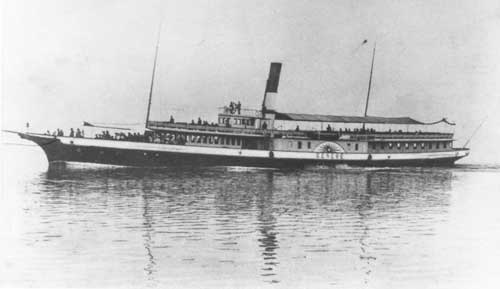
„Genève” w 1896 r.

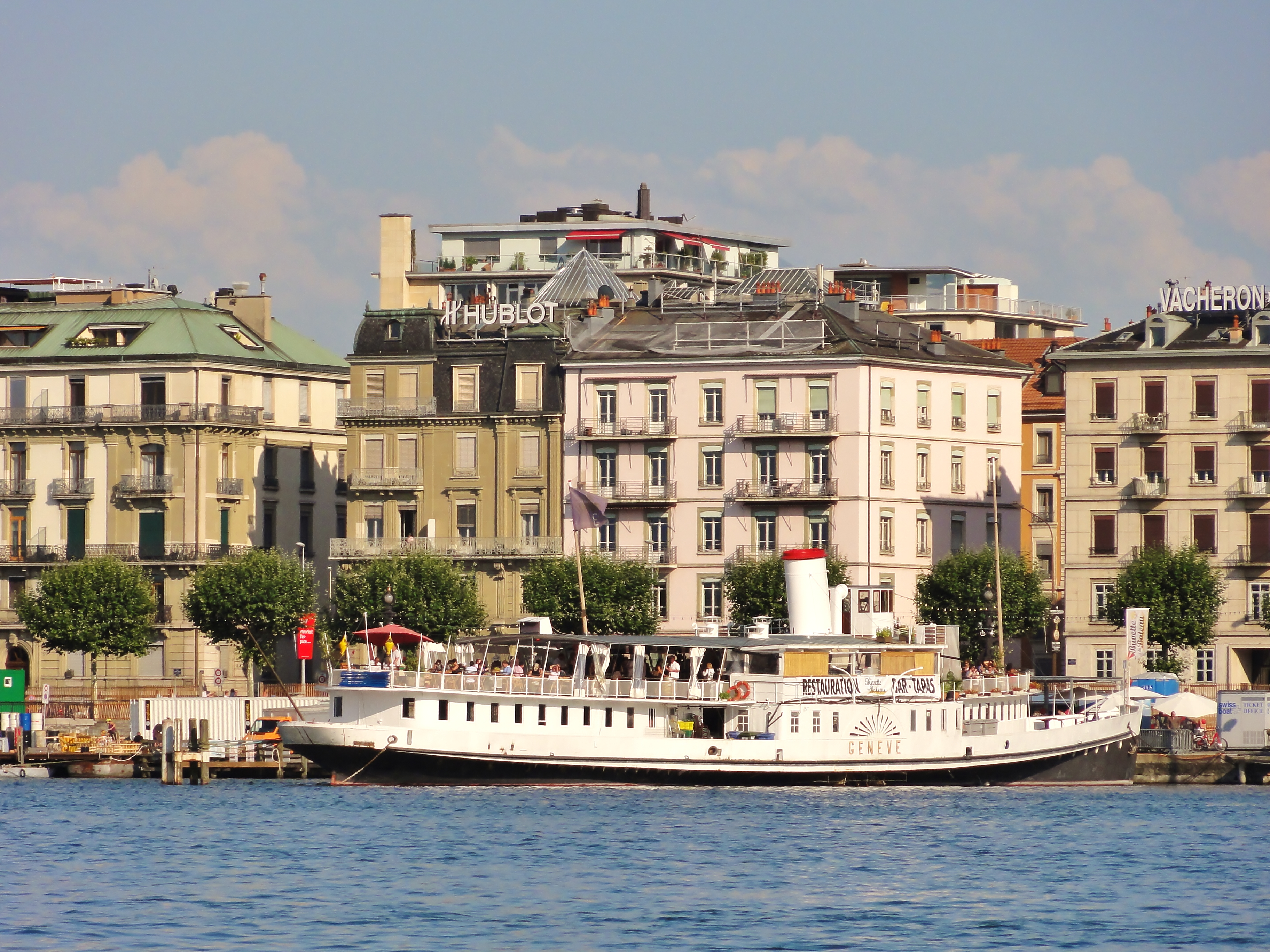
„Genève” zacumowana w Genewie (2012)

Genève - historyczny, parowy bocznokołowiec, pływający niegdyś po wodach Jeziora Genewskiego w Szwajcarii. Obecnie zacumowany w porcie w Genewie jako obiekt historyczny i użytkowy, własność prywatnego stowarzyszenia o charakterze socjalnym.

## Historia
W czasach tzw. „Belle Époque”, obejmującym okres od lat 90. XIX w. do wybuchu I wojny światowej, dominująca w żegludze na Jeziorze Genewskim Compagnie Générale de Navigation sur le Léman (w skrócie: CGN) średnio co dwa lata zamawiała nowe jednostki do swojej floty. W 1894 r. była to luksusowa „Genève”, trzeci dwupokładowy statek i 19. jednostka we flocie tego armatora. Imię jednostce nadano z okazji odbywającej się w roku jej wodowania (1896) wielkiej Wystawy Narodowej w Genewie, zaś sama „Genève” stała się oficjalnym ambasadorem Wystawy.
„Genève” była pierwszym statkiem CGN zbudowanym przez firmę Sulzer z Winterthur. Wszystkie elementy zarówno kadłuba jak i maszyny, precyzyjnie dopasowane w fabryce, zostały przewiezione transportem kolejowym do stoczni w Ouchy (obecnie w granicach Lozanny) i tam zmontowane, poczynając od 5 września 1895 r. Wodowanie i rejsy próbne miały miejsce w maju 1896 roku, a inauguracja jednostki odbyła się 28 maja 1896 r. Wielki, luksusowy statek-salon, ustanowiony okrętem flagowym floty CGN, najlepiej pokazywał licznym gościom możliwości szwajcarskiego przemysłu.
Dwa lata później to właśnie na rejs tym statkiem spieszyła w Genewie 10 września 1898 r. cesarzowa Austrii i królowa Węgier Elżbieta, znana jako „Sissi”, gdy została zamordowana przez włoskiego zamachowca.
Kryzys w żegludze na Jeziorze Genewskim, związany z I wojną światową oraz ogromny wzrost cen stali po jej zakończeniu spowodowały, że CGN zdecydowała się w 1918 r. sprzedać na złom kilka swych starszych jednostek, m.in. „Genève” - transakcja w ostatniej chwili została wstrzymana i statek wrócił do regularnej eksploatacji.
W latach 1933–34 w stoczni w Ouchy maszynę parową statku zastąpiono silnikiem wysokoprężnym z prądnicą, a koła łopatkowe otrzymały napęd niezależnymi silnikami elektrycznymi – było to pierwsze tego rodzaju rozwiązanie napędu na świecie. Okazało się na tyle funkcjonalne, że CGN zastosowała je jeszcze na kilku kolejnych jednostkach.
W 1964 roku, po wystawie krajowej w Lozannie, „Genève” przeszła do rezerwy floty CGN. Pomimo tego, do 1970 roku pływała jeszcze dość często. Ostatecznie wyłączono ją z użytkowania w roku 1973. W 1974 r. za sumę 75 tys. franków szwajcarskich statek został zakupiony przez powołaną specjalnie w tym celu 12 czerwca tegoż roku  L'Association pour le Bateau Genève. To prywatne stowarzyszenie ma na celu pomoc ludziom znajdującym się w trudnej sytuacji osobistej i/lub socjalnej.
„Genève” stoi obecnie zacumowana w centrum Genewy przy Quai Gustave-Ador (w porcie Eaux-Vives), gdzie pełni funkcję niezależnego ośrodka pomocy społecznej, przyjmującego blisko 100 osób dziennie i pływającego bufetu dla ubogich, wydającego po kilkadziesiąt tysięcy posiłków rocznie. Znajduje się na niej ogólnodostępny bar-restauracja, a część pomieszczeń wynajmowana jest na różnego rodzaju eventy, jak spotkania towarzyskie, prelekcje itp.

## Charakterystyka
„Genève” jest dwupokładowym statkiem-salonem, bocznokołowcem z charakterystycznym wysokim kominem na śródokręciu. Napędzała ją początkowo maszyna parowa z parą ukośnie usytuowanych cylindrów o mocy 1890 koni parowych, dająca statkowi szybkość 25 km/godz. Zabierał do 1000 (lub 1200) pasażerów.
Po przebudowie od 1934 r. statek rozwijał szybkość od 27,5 do 29,1 km/godz., a maksymalna liczba pasażerów wynosiła 850.
Długość pokładu wynosi 63,1 m, a maksymalna szerokość 13,95 m. Wyporność statku wynosi 334 t. Zanurzenie przy pełnym obciążeniu 1,84 m, a wysokość boczna do pokładu głównego 2,70 m.